# Horst Michling
Horst Michling (* 25. März 1909 in Frankfurt (Oder); † 27. Juni 2003 in Göttingen) war ein deutscher Vermessungsingenieur, Wissenschaftshistoriker und Lokalbauhistoriker in Göttingen.

## Leben und Schaffen
Horst Michling war von 1935 bis 1954 zunächst Vermessungsingenieur beim Stadtvermessungsamt Hannover, bevor er 1954 nach Göttingen wechselte und das dortige Stadtvermessungsamt von 1954 bis 1970 leitete. 1962 war er Gründungsmitglied der Gauß-Gesellschaft Göttingen und deren erster Geschäftsführer bis 1987. Michling war seit 1961 Mitglied im Geschichtsverein für Göttingen und Umgebung.
Neben seinem wissenschaftlichen Spezialgebiet, der Geschichte des Vermessungswesens und vor allem der Persönlichkeit des Göttinger Mathematikers, Astronomen und Geodäten Carl Friedrich Gauß, widmete sich Michling auch baugeschichtlichen Themen der Stadt Göttingen, die er 1983 bis 1984 als „Göttinger Bau-Chronik“ veröffentlichte.

## Veröffentlichungen (Auswahl)
- Carl Friedrich Gauß: aus dem Leben des Princeps Mathamaticorum. Göttingen, Verlag Göttinger Tageblatt, 1. Auflage 1976, 5. Auflage 2006, ISBN 3-924781-52-4.
- Göttinger Bau-Chronik, Folgen 1 bis 20, in: Göttinger Monatsblätter (= Beilage des Göttinger Tageblattes), erschienen in den Ausgaben Januar 1983 bis Dezember 1984. (Enthält in 20 Folgen eine chronologische Baugeschichte der Stadt Göttingen vom Gründungsjahr der Universität 1733 bis zum Jahr 1900.)
- Zahlreiche Beiträge in den seit 1964 erscheinenden „Mitteilungen“ der Gauß-Gesellschaft Göttingen e.V., (Übersicht und Inhaltsverzeichnisse, beide abgerufen am 24. Januar 2021).